# Hans Christian Ørsted
Hans Christian Ørsted, danski fizik in kemik, * 14. avgust 1777, Rudkøbing, otok Langeland, Danska, † 9. marec 1851, København, Danska.
Ørsted je najbolj znan po odkritju povezave med elektriko in magnetizmom, danes znane kot elektromagnetizem.

## Življenje in delo

### Mladost in študij
Hans Christian Ørsted je bil sin Sørena Christiana Ørsteda in Karen Hermandsenove. Njegov oče je bil lekarnar v Rudkøbingu na otoku Langeland. Hans se je skupaj s svojim mlajšim bratom Andersom Sandøm Ørstedom (1778-1860), kasneje profesorjem pravoznanstva in politikom, izobraževal zasebno in samostojno. To jima je omogočilo, da sta leta 1793 odpotovala v København in naslednje leto opravila sprejemne izpite za univerzo. 
Oba brata sta že zelo zgodaj pokazala znake velikega daru in sta si za svojo prihodnost zadala visoke cilje. Na Hansovo zanimanje za naravoslovje je že zgodaj vplivalo farmacevtsko delo pri očetu. Očitno je bilo, da se bo izučil na področju farmacije, saj tedaj na Univerzi v Kobenhavnu ni bilo moč študirati fizike ali kemije. Šele on je to zares tudi omogočil. Že zgodaj leta 1797 je z odliko opravil farmacevtski izpit. V letih 1796 in 1797 je napisal nagrajene članke (razpravo o plodniški tekočini) v estetiki in medicini. Dve leti kasneje so ga nagradili z doktoratom za disertacijo o Kantovi filozofiji.
V letu 1801 je prejel potovalno štipendijo in javno podporo, kar mu je omogočilo, da je tri leta potoval po Evropi. V Nemčiji je spoznal Johanna Wilhelma Ritterja, kemika in fizika, ki je verjel, da obstaja povezava med elektriko in magnetizmom. Povezava se je Ørstedu zdela smiselna, saj je verjel v enotnost narave, zaradi katere bi povezava med najbolj naravnima pojavoma morala obstajati.
Od leta 1806, ko se je vrnil domov, je bil Ørsted profesor na Univerzi v Kobenhavnu. V svojih prvih fizikalnih poskusih se je ukvarjal z električnimi tokovi in akustiko. Dejansko je bil ustanovitelj študija fizike na Univerzi v Kobenhavnu. Precejšnja univerzitetna dejavnost se je razvila iz njegovega dela, kar je kasneje vodilo do natančnega in sistematičnega poučevanja fizike in kemije, skupaj z uvedbo relativno dobrih laboratorijskih pogojev.
Med letoma 1812 in 1813 je Ørsted odšel na svoje drugo veliko potovanje po tujini v Nemčijo, Belgijo in Francijo. Čeprav je bil še vedno pod vplivom spekulativne filozofije narave, je priznal, da se je medtem oddaljil od njenih pogledov. Zaradi tega ni mogel doseči koristnih izmenjav mnenj med nemškima filozofoma Fichtejem in Schleiermacherjem.
Po vrnitvi domov se je poročil z Birgitte Ballumovo, s katero je imel srečen zakon, v katerem se je rodilo pet hčera in trije sinovi.
Od leta 1815 do smrti je bil tajnik Kraljeve danske akademije znanosti in književnosti.

## Odkritje elektromagnetizma
Med pripravami za večerno predavanje aprila 1820 je Ørsted naredil poskus, ki je priskrbel presenetljiv dokaz. Med postavljanjem svoje opreme je opazil, da se je igla kompasa odklonila od smeri proti Severnem tečaju, ko je prižigal in ugašal električni tok iz baterije. Ta odklon ga je prepričal, da poteka magnetno polje na vse strani žice, podobno kot se širita svetloba in toplota, in s tem, da obstaja neposredna povezava med elektriko in magnetizmom.
V času svojega odkritja Ørsted ni podal nobene zadovoljive razlage za pojav in ga tudi ni poskušal pojasniti po matematični poti. Vendar se je tri mesece kasneje začel podrobneje ukvarjati s problemom. Kmalu zatem je objavil svoja dognanja, ki so dokazovala, da električni tok skozi žico proizvaja magnetno polje. V čast njegovim dosežkom na področju elektrike in magnetizma se imenuje enota za jakost magnetnega polja (»magnetno indukcijo«) v CGS sistemu enot oersted.
Njegovo odkritje je sprožilo nova temeljita raziskovanja v znanstveni srenji na področju elektrodinamike. Vplivala so tudi na Ampèrjevo matematično obravnavo magnetnih sil med prevodniki, ki prevajajo električni tok. Ørstedovo odkritje je predstavljalo velikanski korak k poenotenemu obravnavanju energije.
Ørsted ni bil prvi, ki je odkril, da sta elektrika in magnetizem povezana. Italijanski filozof, ekonomist in pravnik Gian Domenico Romagnosi je že osemnajst let pred njim leta 1802 v italijanskem časopisu objavil, da takšna povezava obstaja. Romagnosijev članek je ostal neopažen.
Ørsted je leta 1825 s prvo pridobitvijo kovinskega aluminija veliko prispeval na področje kemije.
Malo pred smrtjo je pomagal univerzi ustanoviti njeno Fakulteto znanosti. V 60. letih 20. stoletja so njemu v čast imenovali glavne stavbe novih fakultetnih prostorov.
Ørsted je bil leta 1829 vodilna sila pri ustanovitvi Danske tehniške univerze (DTU) in bil tudi njen prvi predstojnik. Današnji oddelek za uporabno elektroniko se njemu v čast imenuje Ørsted-DTU.

## Priznanja

### Nagrade
Za svoje znanstvene dosežke je Ørsted leta 1820 prejel Copleyjevo medaljo Kraljeve družbe iz Londona.

### Poimenovanja
Po njem se imenuje udarni krater Oersted na Luni in prvi danski satelit Ørsted.